# Ordine per il Coraggio nel Lavoro Minerario
L'Ordine per il coraggio nel lavoro minerario è un'onorificenza ucraina.

## Storia
L'ordine è stato fondato il 2 settembre 2008.

## Classi
L'ordine dispone delle seguenti classi di benemerenza:
- I classe
- II classe
- III classe

## Insegne
- L'insegna è fatta di cristallo di rocca e ha una forma di una croce equilatera con bordi affilati. Al centro della croce è posta medaglione romboidale, laccato bianco, che mostra l'emblema di stato dell'Ucraina. Sotto l'emblema sono incisi due picconi gialli.
- Il nastro a seconda della classe, rimangono però uguali i colori cioè marrone, blu e giallo.